# Thripadectes rufobrunneus
El trepamusgos pechirrayado o trepamusgos cuellirrojizo (Thripadectes rufobrunneus), también denominado trepapalo de cuello rojizo, es una especie de ave paseriforme de la familia Furnariidae propia de América Central, desde Costa Rica hasta el oeste de Panamá.

## Descripción
El adulto de trepamusgos pechirrayado mide alrededor de 21,5 cm de longitud, y pesa una media de 54 g. Tiene un pico negro y robusto. Su plumaje es de tonos castaños, más claros en las partes inferiores y con veteado ocre, especialmente en el pecho. Tiene el píleo pardo oscuro veteado, la garganta y cuello de color canela y el obispillo rojizo. Los juveniles son más claros, y tienen el veteado del pecho más extendido, pero más difuso. 
El trepamusgos pechirrayado se distingue fácilmente de sus congéneres por su gran tamaño y el veteado de su pecho.

## Distribución y hábitat
Se encuentra en los montes y montañas de América Central (desde las tierras altas del centro de Costa Rica y oeste de Panamá, al este hasta Veraguas) desde los 700 m hasta los 2500 m de altitud, raramente llegando hasta los 3000 m de altitud, en bosques de pantano y bosques secundarios adyacentes. Su nido consiste en una plataforma de palitos en el interior de un túnel de unos 60 cm de profundidad situado en un talud escarpado, donde suele poner dos huevos blancos entre febrero y agosto.

## Comportamiento
El trepamusgos pechirrayado busca alimento en el suelo, entre el sotobosque, las lianas y las epífitas. Caza insectos grandes, arañas, anfibios y lagartijas. Suele encontrarse solo, pero a veces se une a bandas mixtas de alimentación.

## Sistemática

### Descripción original
La especie T. rufobrunneus fue descrita por primera vez por el ornitólogo estadounidense George Newbold Lawrence en 1865 bajo el nombre científico «Philydor rufobrunneus»; su localidad tipo es: «San José, Costa Rica».

### Etimología
El nombre genérico masculino «Thripadectes» deriva del griego «thrips, thripos»: carcoma, polilla de la madera, y «dēktēs»: picoteador; significando «que picotea la polilla de la madera»; y el nombre de la especie «rufobrunneus», proviene del latín «rufus»: rufo y «brunneus»: pardo; significando «de color rufo-pardo».

### Taxonomía
Los datos genéticos indican que la presente especie es hermana de Thripadectes melanorhynchus y el par formado por ambas es hermano de T. virgaticeps. Es monotípica.